# Albert Kluyver
Albert Jan Kluyver (Breda, 3 de junio de 1888 - 14 de mayo de 1956) fue un microbiólogo, micólogo y bioquímico neerlandés.
Junto a Hendrick Jean Louis Donker publicó Die Einheit in der Biochemie (Unidad en bioquímica) en 1926, cuya visión de la unidad bioquímica fue fuertemente influyente en esta ciencia. Se le considera uno de los principales miembros de la Escuela de Delft y uno de los padres de la microbiología comparativa. En 1953 ganó la Medalla Copley.

## Algunas publicaciones
- Kluyver, AJ. 1931. Chemical Activities of Micro-Organisms. Londres: University of London Press
- Kluyver, AJ; CB van Niel. 1956. The Microbe's Contribution to Biology. Harvard University Press, Cambridge, Mass.

- La abreviatura «Kluyver» se emplea para indicar a Albert Kluyver como autoridad en la descripción y clasificación científica de los vegetales.[1]